# دانيلو نيكوليتش (كرة سلة)
دانيلو نيكوليتش مواليد 8 أبريل 1993 في بودغوريتسا، صربيا والجبل الأسود، هو لاعب كرة سلة مونتينيغري. بدأ مسيرته الاحترافية في سنة 2010. يلعب مع بلباو باسكت. يحمل الرقم 34.

## المسيرة الاحترافية
لعب مع نادي بودوشنوست لكرة السلة من سنة 2011 إلى 2014، ثم لعب مع نادي ميغا لكرة السلة من سنة 2014 إلى 2016، ثم لعب مع بلباو باسكت في الدوري الإسباني في سنة 2016.

## روابط خارجية
- دانيلو نيكوليتش على موقع الاتحاد الدولي لكرة السلة (الإنجليزية)
- دانيلو نيكوليتش على موقع الدوري الأوروبي لكرة السلة (الإنجليزية)
- دانيلو نيكوليتش على موقع الدوري الإسباني لكرة السلة (الإسبانية)
- دانيلو نيكوليتش على موقع كرة السلة الأوروبية.كوم (الإنجليزية)
- دانيلو نيكوليتش على موقع ريلجم (الإنجليزية)
- دانيلو نيكوليتش على موقع بروبوليرز (الإنجليزية)
- دانيلو نيكوليتش على موقع سبورتس رفرنس (الإنجليزية)